# مجموعتا إتش وتي
مجموعتا إتش وتي هي استذكار طبي يساعد في تذكر الأسباب المحتملة لعكس توقف القلب. وهي مجموعة متنوعة من الأمراض التي تؤدي إلى توقف القلب.

## مجموعة إتش

### نقص حجم الدم
تعني انخفاض حجم الدم في الجسم أو بالتحديد انخفاض حجم بلازما الدم. يحدث هذا عادة لعدة أسباب منها: فقدان الدم إما بسبب نزيف (خارجي أو داخلي) أو تبرع بالدم، أو فقدان البلازما بسبب الحروق الشديدة، أو فقدان الصوديوم بسبب الإسهال والتقيؤ، أو نتيجة صدمة الحساسية أو الحمل. يتميز نقص حجم الدم باستنزاف الصوديوم والذي يختلف عن الجفاف، الذي يُعرف بفقدان كميات مُفرطة من مياه الجسم.
يكون العلاج بإعطاء السوائل الوريدية، ونقل الدم، والتحكم بمصدر النزيف إذا كان خارجيًا إما عن طريق الضغط المباشر عليه أو بواسطة التقنيات الجراحية الطارئة مثل ربط المريء، أو سدادات البالون المعدي المريئي (لعلاج نزف الجهاز الهضمي كما هو الحال في الدوالي المريئية). بضع الصدر في حالات اختراق الصدر، أو شق البطن الاستكشافي في حالات إصابات مخترقة، أو تمزق عفوي تلقائي في الأوعية الدموية الرئيسية، أو تمزق الأحشاء المجوفة في البطن.

### نقص التأكسج
نقص إمداد الأكسجين اللازم للعمليات الحيوية للقلب والدماغ والأعضاء الحيوية الأخرى. يتم إجراء تقييم سريع لمجرى الهواء والجهد التنفسي. إذا وضع المريض على تهوية ميكانيكية، يجب التحقق من وجود أصوات التنفس والتحقق أيضًا من المكان المناسب لأنبوب القصبة الهوائية.

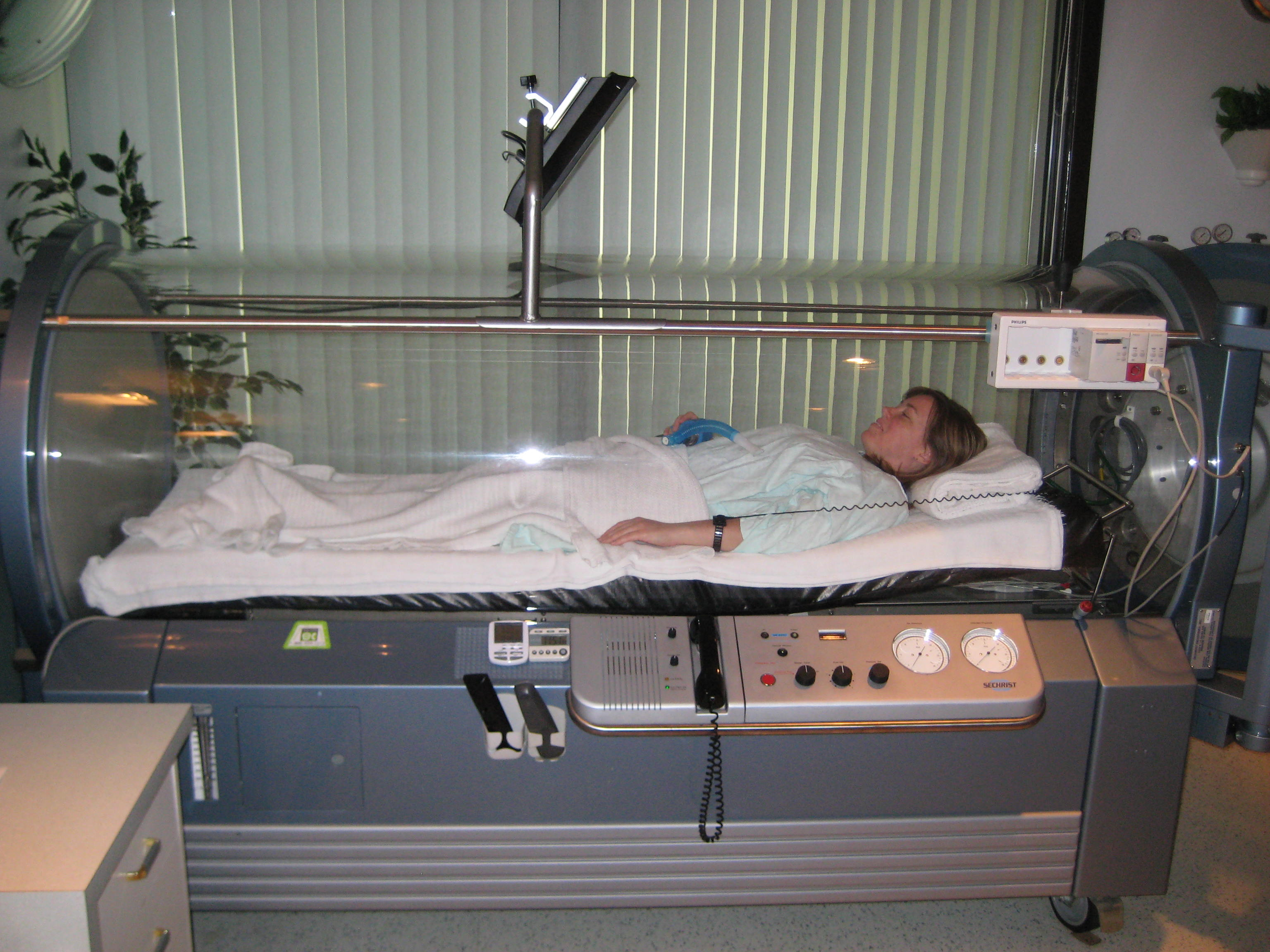
مريضة تعالج بالأكسجين عالي الضغط.

يكون العلاج بتوفير الأكسجين، والتهوية الجيدة، بالإضافة إلى تقنية الإنعاش القلبي الرئوي الجيدة. في حالات التسمم بأول أكسيد الكربون أو التسمم بالسيانيد، يمكن المعالجة بالأكسجين عالي الضغط بعد استقرار المريض.

### أيوناتالهيدروجين(حماض)
هي زيادة درجة درجة حموضة الدم بحيث يكون الأس الهيدروجيني أقل من 7.35.
ويكون هذا نتيجة الحماض اللاكتيكي الذي يحدث في حالات نقص التأكسج لفترات طويلة، عدوى شديدة، حماض كيتوني سكري، قصور كلوي والذي يسبب تبولن الدم، أو ابتلاع مؤثرات سامة أو جرعات زائدة من مؤثرات دوائية مثل الأسبرين وغيره من الساليسيلات، إيثانول، إيثيلين غليكول وغيرها من الكحوليات، مضاد اكتئاب ثلاثي الحلقات، آيزونيازيد، كبريتات الحديد. يمكن معالجة ذلك بالتهوية المناسبة، وعمل تقنية الإنعاش القلبي الرئوي بشكل جيد، وإعطاء محاليل منظمة مثل بيكربونات الصوديوم، وفي بعض الحالات قد يتطلب الأمر إجراء ديلزة دموية بشكل طارئ.

### انخفاض درجة الحرارة
انخفاض درجة الحرارة مصطلح يطلق عندما تنخفض درجة حرارة الجسم الأساسية إلى أقل من 35 درجة حرارة مئوية ( أو أقل من 95 درجة فهرنهايت). تتم إعادة درجة حرارة جسم الإنسان إلى الطبيعية إما باستخدام مجرى قلبي أو عن طريق إعطاء الجسم سوائل دافئة أو سوائل وريدية دافئة. يتم البدء بتقنية الإنعاش القلبي الرئوي فقط عندما تصل درجة حرارة الجسم الأساسية إلى 30 درجة حرارة مئوية، حيث أن جهاز مزيل الرجفان غير فعال في درجات الحرارة المنخفضة.
من المعروف أن المرضى الذين تم إنعاشهم بنجاح بعد ساعات من انخفاض حرارة الجسم والسكتة القلبية، وقد أدى ذلك إلى حقيقة طبية غالبًا ما يتم الاستشهاد بها وهي "أنت لست ميتًا حتى تشعر بالدفء والوفاة".

### نقص سكر الدم

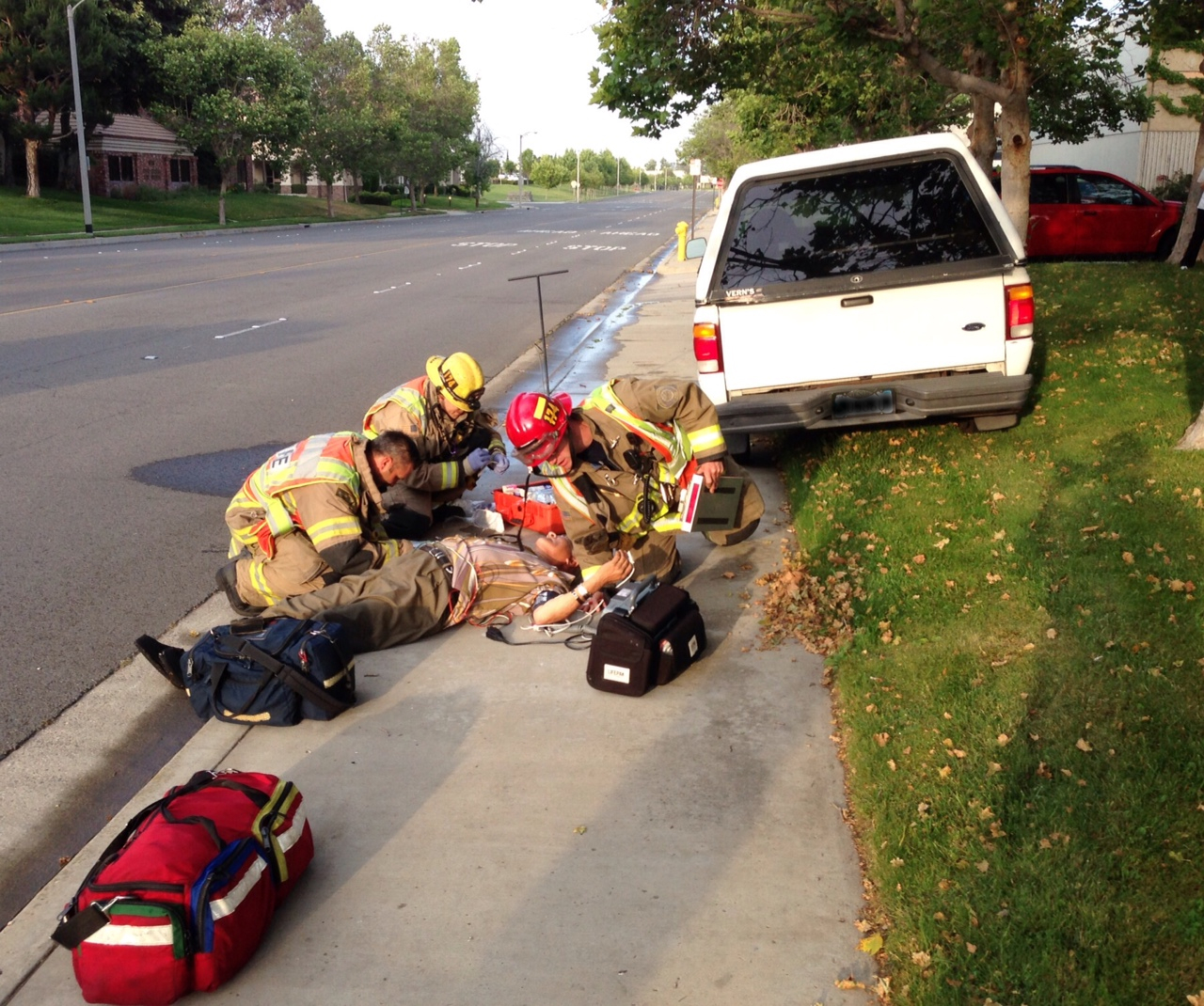
مسعفون يقومون برعاية أحد مرضى السكري الذين فقد سيطرته على سيارته بسبب انخفاض نسبة السكر في الدم.

هو حالة تتميز بانخفاض غير طبيعي لمستوى السكر في الدم والذي يعدّ المصدر الرئيسي للطاقة في الجسم. هناك علاقة غير واضحة بين نقص السكر في الدم والموت القلبي المفاجئ. في تجربة " NICE-SUGAR" كان كل من نقص السكر المعتدل والحاد في الدم مرتبطًا بزيادة معدل الوفيات. وأيضًا، يرتبط تناول الجلوكوز بنتائج سيئة. يعدّ فرط سكر الدم هو الحالة الطبية المعاكسة. يكون العلاج برفع نسبة السكر في الدم على الفور إلى وضعها الطبيعي من خلال تناول الكربوهيدرات، وتحديد السبب، واتخاذ التدابير اللازمة لمنع النوبات المستقبلية.
عام 2010، أزالت جمعية القلب الأمريكية في تحديثها للدعم المتقدم للحياة القلبية الوعائية (إيه سي إل إس) حالة نقص السكر في الدم من مجموعتا إتش وتي.

## مجموعة تي

### أقراص دواءأوذيفان
مضادات الاكتئاب ثلاثية الحلقات، الفينوثيازين، حاصرات بيتا، حاصرات قنوات الكالسيوم، الكوكايين، الديجوكسين، الأسبرين، الباراسيتامول. قد يشتمل العلاج على ترياق محدد أو سوائل لتوسيع الحجم أو رافعات التوتر الوعائي  أو بيكربونات الصوديوم (لمضادات الاكتئاب ثلاثية الحلقات) أو الغلوكاغون أو الكالسيوم (لحاصرات قنوات الكالسيوم) أو البنزوديازيبينات (للكوكايين) أو المجازة القلبية الرئوية. المكملات العشبية والأدوية التي لا تحتاج إلى وصفة طبية ينبغي اعتبارها أدوية ناركوتية.

### اندحاس قلبي
هي حالة طبية طارئة تحدث عندما يمتلئ جوف التامور بالسوائل مما يعيق حركة القلب الارتخائية مسببة شل قدرة البطين في القلب على استيعاب الدم القادم إليه؛ الأمر الذي يؤدي إلى تقليل حجم النفضة القلبية وتقليل كمية الدم الذي يضخه القلب وبالتالي حدوث صدمة و من ثم الموت. يمكن للدم أو السوائل الأخرى المتراكمة في التامور الضغط على القلب بحيث لا يكون قادرًا على النبض. يمكن التعرف على هذه الحالة من خلال وجود ضغط نبضي منخفض أو ضيق، صوت القلب مكتوم أو ليس عاليًا، انتفاخ أوردة الرقبة، تغيرات كهربائية على تخطيط كهربائية القلب، أو عن طريق التصور على تخطيط صدى القلب.
يتم التعامل مع هذه الحالة بشكل طارئ عن طريق إدخال إبرة إلى التامور لتصريف السوائل المتراكمة في إجراء طبي يسمى بزل التامور. إذا كان السائل كثيفًا جدًا، يتم عمل فتحة تحت الغدة النخامية لقص التامور وتصريف السوائل. 

### استرواح الصدر الضاغط

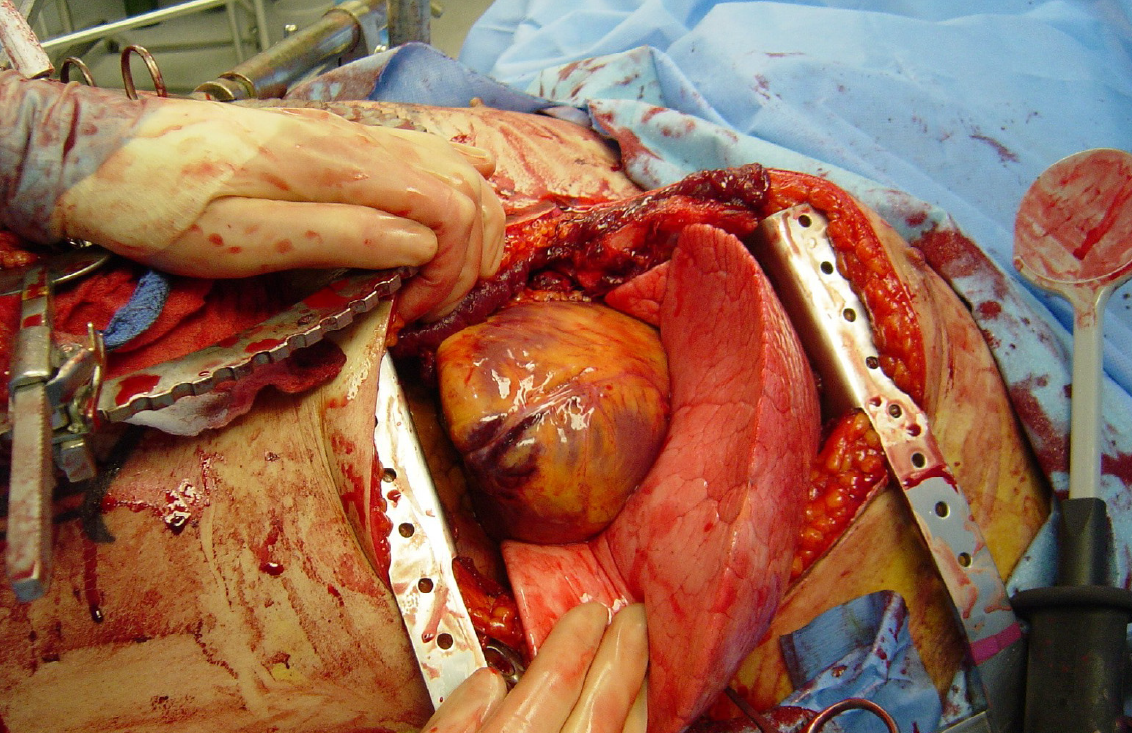
بضع صدر طارئ

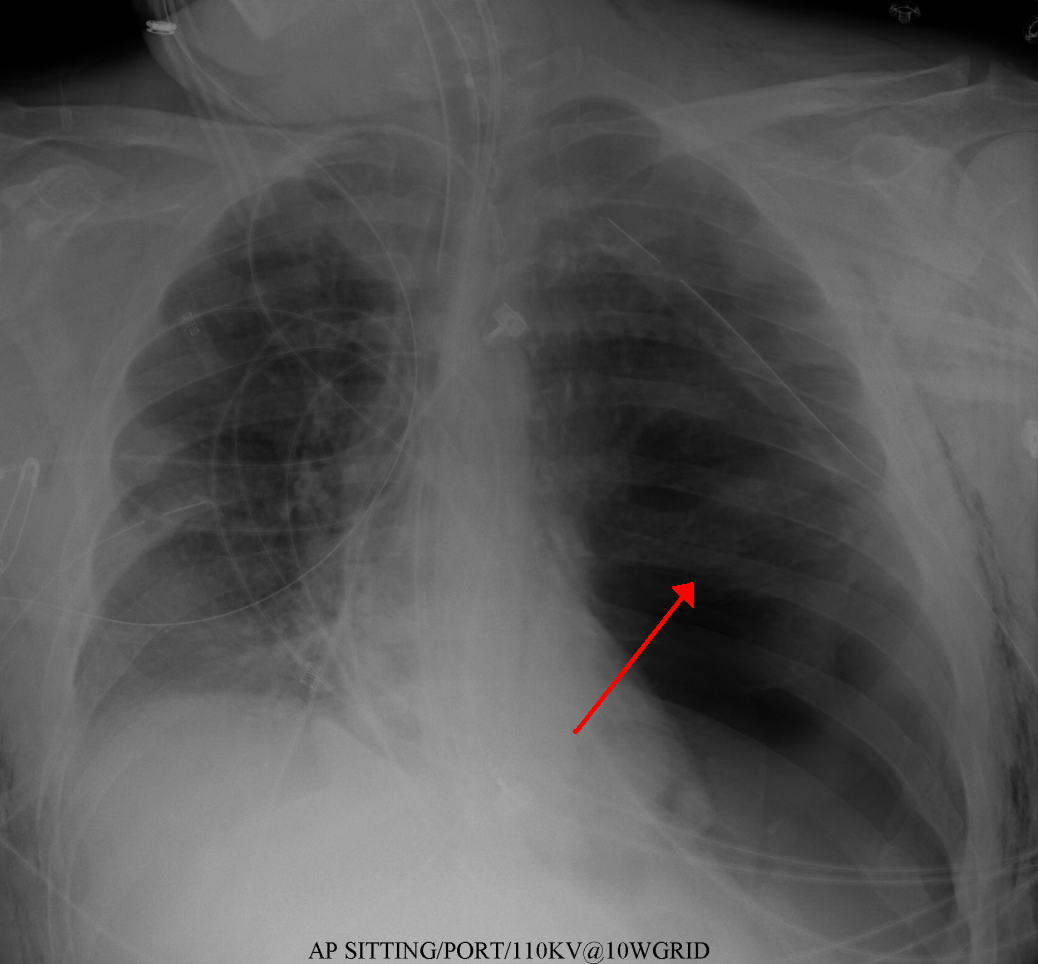
استراوح صدر ضاغط

هو تجمع غير طبيعي للهواء في التجويف الجنبي من تجاويف الجَنبة الذي يفصل الرئة عن جدار الصدر. مما يسبب تغير في المنْصِف، وتصبح الأوعية الكبيرة (خصوصًا الوريد الأجوف العلوي) ملتوية، هذا يحد من عائد الدم إلى القلب. يمكن التعرف على هذه الحالة عن طريق العوز الشديد للهواء، ونقص التأكسج، وتضخم الوريد الوداجي، وفرط الرنين على الجانب المصاب، وابتعاد القصبة الهوائية عن الجانب المصاب والذي غالبًا ما يتطلب إجراء تصوير بالأشعة السينية للصدر (على الرغم من أنه يجب البدء في العلاج قبل إجراء التصوير بالأشعة السينية للصدر إذا كان هناك اشتباه في هذه الحالة). يتم تخفيف استرواح الصدر الضاغط عن طريق بضع الصدر بواسطة إبرة في الحيز الوربي الثاني في خط منتصف الترقوة.

### خثار(نوبة قلبية)
هو تشكل جلطة دموية أو خثرة في الأوعية الدموية؛ مما يعيق تدفق الدم في جهاز الدوران، وبالتالي توقف سريان الدم لجزء من القلب، فتُسبّب تلفاً في عضلة القلب. إذا كان من الممكن إعادة إنعاش المريض بنجاح، يكون علاج النوبة القلبية إما بواسطة تحليل الخثرة أو بالتدخل التاجي عن طريق الجلد. تحدث معظم النوبات القلبية بسبب مرض الشريان التاجي.

### إصابة

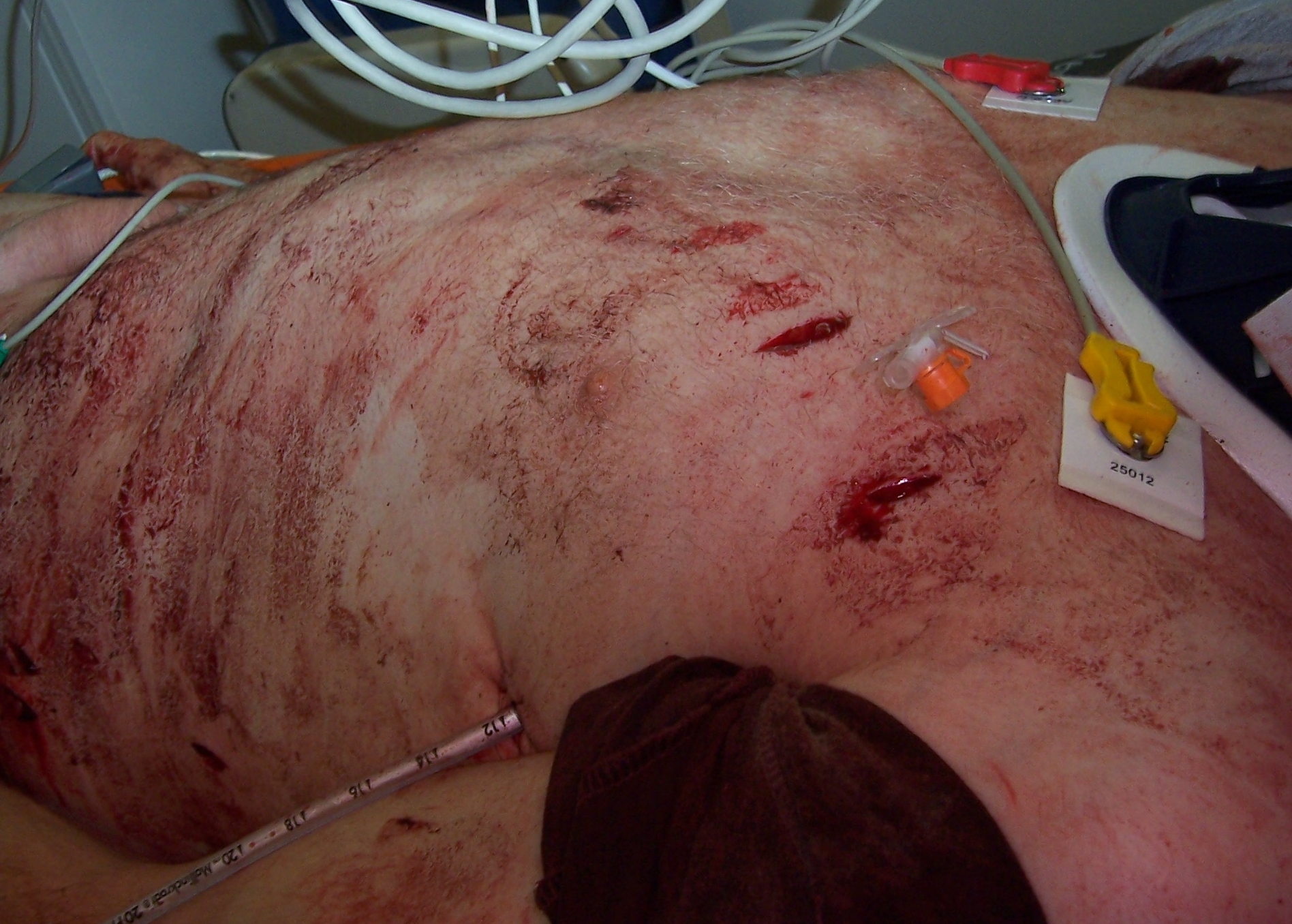
عدة إصابات في الصدر.

يمكن أن يتوقف القلب أيضًا بعد ضربة قاسية للصدر في لحظة محددة في الدورة القلبية، والتي تُعرف باسم "ارتجاج القلب". الإصابات القاسية الأخرى مثل حوادث السيارات عالية السرعة والتي يمكن أن تسبب أضرارًا هيكلية منتجة توقف القلب.